# Mercurio Maria Teresi
Mercurio Maria Teresi (* 10. Oktober 1742 in Montemaggiore, Königreich Sizilien; † 17. April 1805 in Monreale, Königreich Sizilien) war ein italienischer Geistlicher und römisch-katholischer Erzbischof von Monreale.

## Leben
Mercurio Maria Teresi empfing am 21. September 1765 durch Bischof Gioacchino Castello das Sakrament der Priesterweihe für das Bistum Cefalù.
Am 24. Mai 1802 ernannte Papst Pius VII. Teresi zum Erzbischof von Monreale. Die Bischofsweihe spendete ihm am 13. Juni desselben Jahres der Bischof von Cefalù, Francesco Vanni CRth; Mitkonsekratoren waren Alfonso Airoldi, Prälat von Santa Lucia del Mela und Gabriele Maria Gravina, Bischof von Catania.